# AntiProduct
AntiProduct es una banda de glam rock, del Reino Unido, creada por Alex Kane anterior de las banda Clam Abuse, Enuff Z'nuff y Life, Sex & Death.
La banda se formó en el 2000, y ha tocado con las bandas Rachel Stamp, The Wildhearts, Ginger, The Quireboys, Enuff Z'Nuff, Electric Eel Shock, Tyla para Dogs D'Amour, Murderdolls, Trashlight Vision y Sigue Sigue Sputnik. También han tocado con Marky Ramone. AntiProduct se presentó en el Ozzfest en el 2002, en Donington Park, Dublín y Nimega.
AntiProduct ha dicho que sus influencias son ABBA, Cheap Trick, Kiss, Slayer y The Ramones. La banda se distingue por usar Luz negra y Radiación ultravioleta los más posible y Kane se viste con extrajes muy extraños. 
Se le confunde con la banda Anti-Product, especialmente porque son bandas punk, con mensajes anárquicos en sus canciones, además los dos tienen miembros mujeres.

## Miembros
- Alex Kane - voz, guitarra
- Clare pproduct - guitarra, voz
- Milena Yum - teclado, voz, guitarra
- Chris Catalyst - bajo, voz

### Miembros anteriores
- Greg D'Angelo - batería
- Marina Metallina - bajo, voz
- Simon Gonk - batería
- Toshi Ogawa - bajo
- Anti-Matt - batería
- Shuff - bajo
- Chris Dale - bajo
- Robin Guy - batería
- Ben Graves - batería (f. 2018)

## Álbumes
- Consume and Die... the Rest is All Fun - 29 de febrero de 2000
- Made in USA - 28 de abril de 2003